# نیکی هادسون
نیکی هادسون (انگلیسی: Nikki Hudson؛ زادهٔ ۶ ژوئیه ۱۹۷۶) بازیکن هاکی روی چمن اهل استرالیا بود که در سال ۲۰۰۹ بازنشسته شد. بزرگترین افتخار ورزشی او قهرمانی در مسابقات المپیک سیدنی در سال ۲۰۰۰ بود.
همچنین نیکی هادسون اولین زن استرالیایی است که برای تیم ملی هاکی ۳۰۰ بازی انجام داده‌است.
در المپیک تابستانی ۲۰۰۸، او در دو بازی اول استرالیا گلزنی کرد؛ گل دوم را در یک بازگشت به بازی و پیروزی ۵-۴ مقابل کره جنوبی به ثمر رساند و یک تلاش فردی ماهرانه مقابل اسپانیا انجام داد. گل او مقابل اسپانیا نود و هشتمین گل بین‌المللی او در سیصد و نود و نهمین حضور بین‌المللی‌اش بود. نود و نهمین گل او برای استرالیا در بازی بعدی مقابل آفریقای جنوبی به ثمر رسید. این بازی سیصدمین حضور هادسون برای کشورش بود و او اولین زنی شد که ۳۰۰ بازی بین‌المللی هاکی برای استرالیا انجام داده است.